# Нордволде (Гронінген)
Нордволде (нід. Noordwolde) — село в нідерландській провінції Гронінген. Входить до муніципалітету Гет-Гогеланд.
Його площа становить 6,19км², а населення станом на 2021 рік складало 260 осіб.
Перша згадка про населений пункт датується 1384 роком.

## Галерея

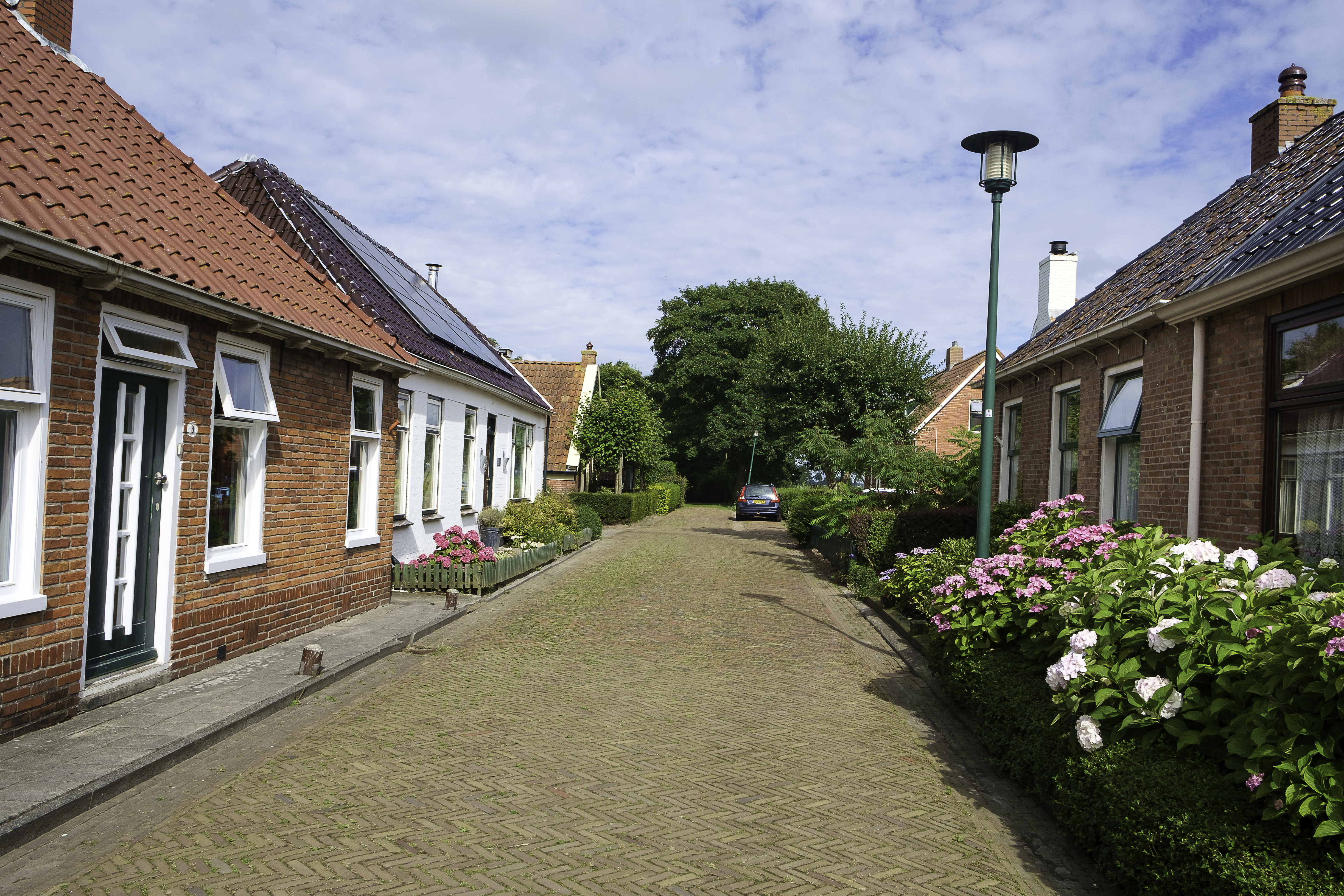
Вулиця Нордволде
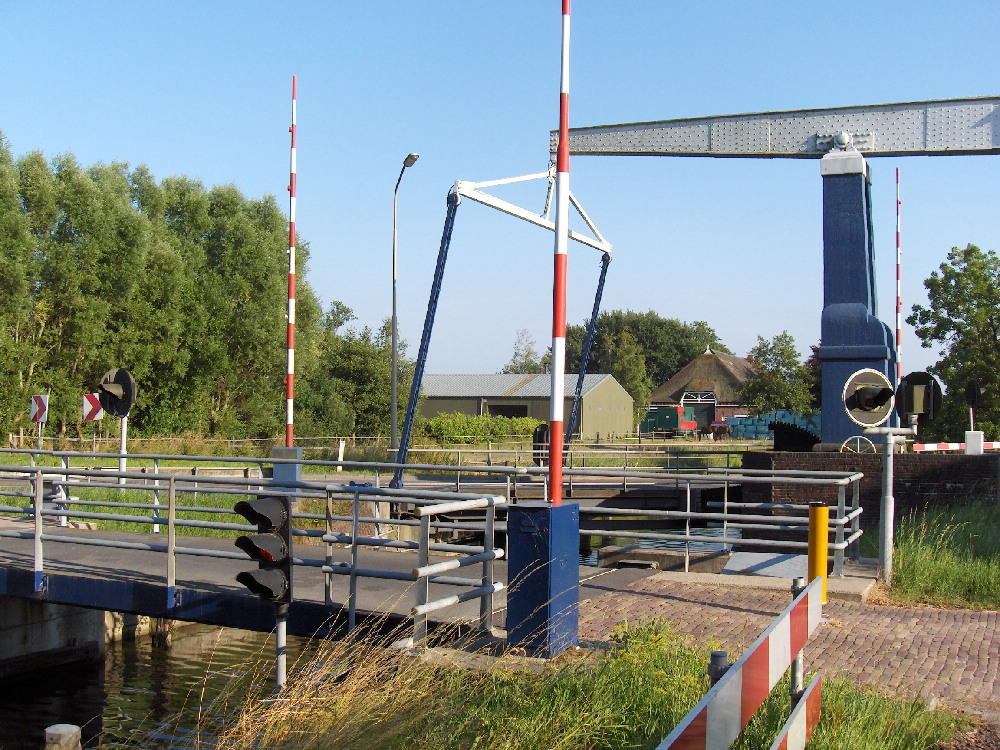
Розвідний міст через канал
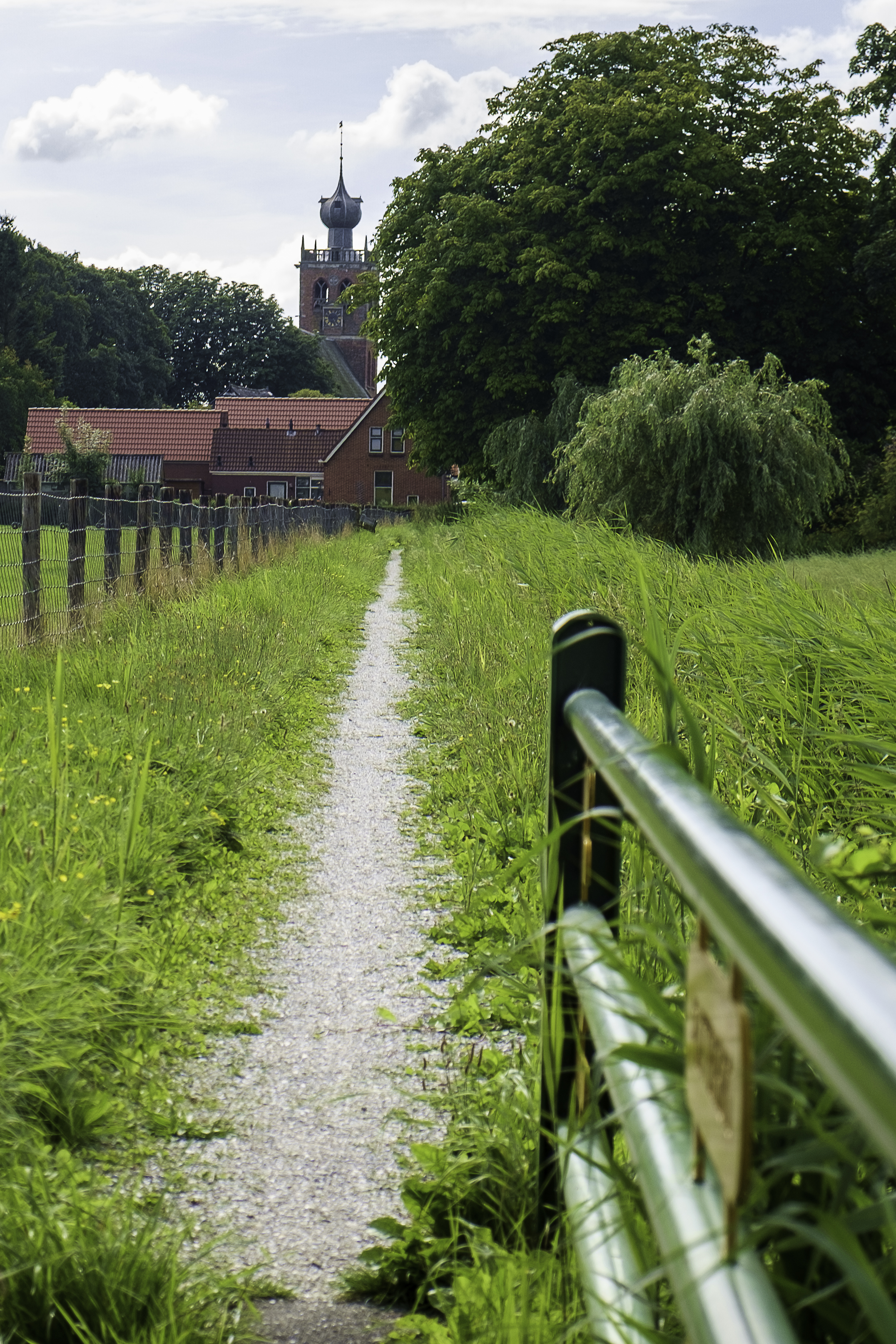
Т
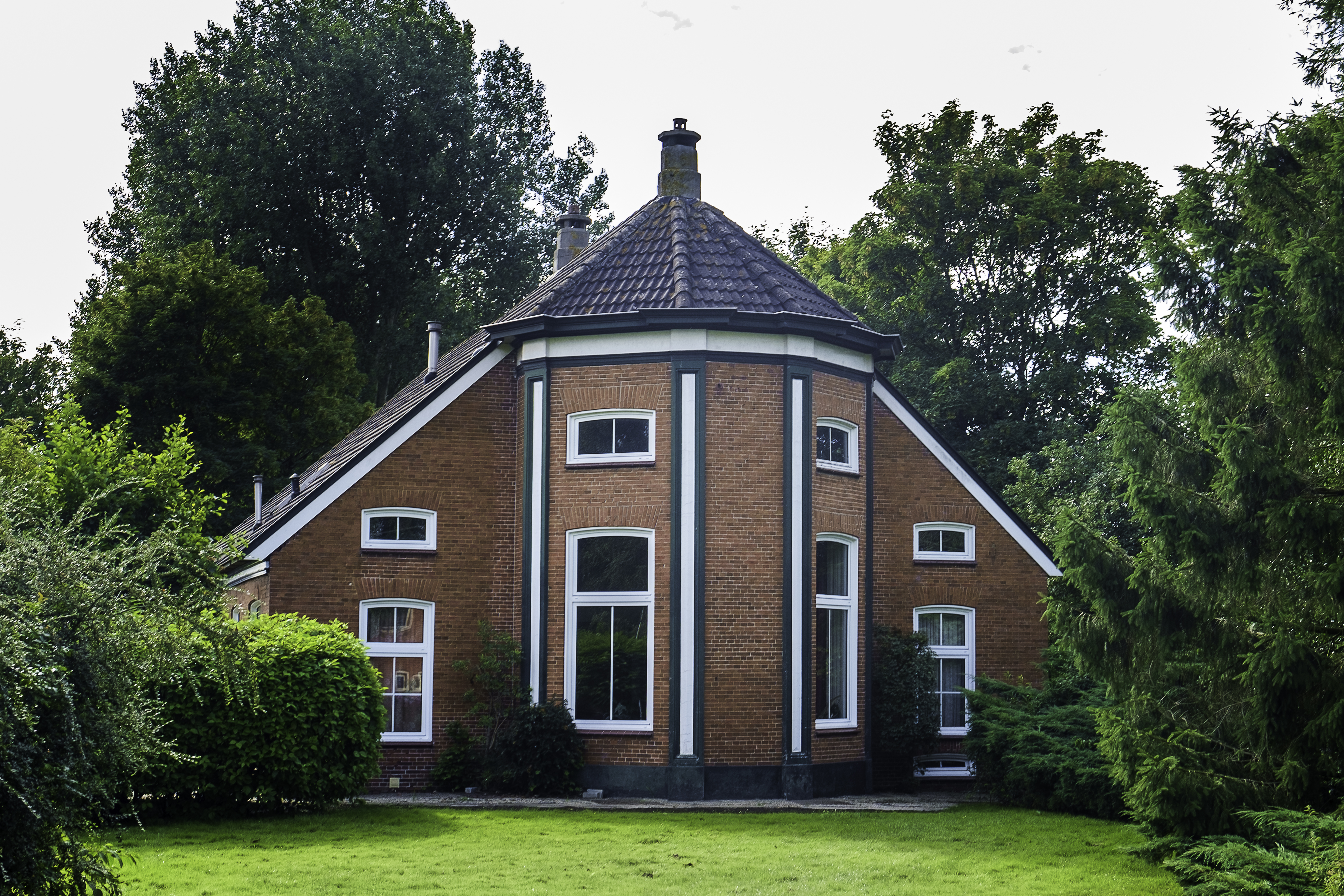
Ферма у Нордволде